# Гуайкуру (народ)
Гуайкуру — группа индейских народов в нескольких странах Южной Америки (Аргентине, Парагвае, Боливии, Бразилии, Уругвае), говорящих на языках одноимённой семьи. Включают в себя тоба, пилага, мокови, а также почти вымерших мбая (единственной сохранившейся группой этого этноса являются кадивеу) и вымерших к началу XIX века абипонов и эвебе.
В XVII веке большинство народов гауайкуру переняло у испанских колонизаторов искусство верховой езды и использование огнестрельного оружия, начавших применяться ими как для охоты, так и для сражений. Вплоть до начала XX века некоторые группы гуайкуру, в особенности проживавшие в регионе Гран-Чако на севере Аргентины, оказывали ожесточённое сопротивление белым колонизаторам; при этом отдельные племена не образовывали какой-либо цельной общности и часто воевали между собой.